# Lily Broberg
Lily Broberg, född 19 september 1923 i Århus, Danmark, död 30 juli 1989, var en dansk skådespelare och sångare.
Broberg studerade vid Det Kongelige Teaters elevskola 1946–1948. Hon är bland annat känd för rollen som Kathrine Larsen i TV-serien Matador.

## Filmografi i urval
- 1946 – Op med lille Martha
- 1951 – Flyg med i det blå
- 1951 – 24 timmar
- 1956 – Kärlek i det blå
- 1961 – Lilla grevinnan
- 1961 – Harry och kammartjänaren
- 1962 – Den kära familjen
- 1963 – Förälskad i april
- 1963 – Bussen
- 1965 – Sjutton
- 1965 – Upp till camping
- 1966 – Här ska älskas som 17
- 1966 – Flagermusen
- 1966 – En så'n härlig natt
- 1967 – Min lillebror och jag
- 1969 – Fem på nya äventyr
- 1975 – Storsvindlarligan
- 1978–1982 – Matador (TV-serie)